# Rostraureum tropicale
Rostraureum tropicale är en svampart som beskrevs av Gryzenh. & M.J. Wingf. 2005. Rostraureum tropicale ingår i släktet Rostraureum och familjen Cryphonectriaceae.   Inga underarter finns listade i Catalogue of Life.